# Giuseppe Governale
Giuseppe Governale (Palermo, 7 gennaio 1959) è un generale italiano dell’Arma dei Carabinieri, già comandante del ROS (2015-2017) e Direttore della DIA dal 2017 al 2020.

## Biografia
Figlio di un appuntato dei Carabinieri, allievo dell’Accademia militare di Modena nel biennio 1978-1980 e della Scuola Ufficiali Carabinieri dal 1980 al 1982, ha ricoperto da subito incarichi operativi a Napoli, Livorno e Milano, divenendo poi Comandante Provinciale dei carabinieri di Modena e Catania.
Presta servizio, inoltre, in diversi incarichi di staff al Comando Generale dell’Arma, alla Scuola Ufficiali e allo Stato Maggiore della Difesa come Capo Ufficio legale del Comando operativo di vertice interforze (COI). Frequenta, inoltre, la "Scuola di Guerra" italiana.
Promosso Generale di Brigata, nel 2013 è nominato Comandante della Legione carabinieri Sicilia, e dal 2015 Comandante del Raggruppamento operativo speciale (ROS), struttura d'élite dell'Arma con funzioni antimafia e antiterrorismo.
Nel 2014, in occasione del bicentenario dell'Arma, pubblica per Mondadori il volume "Accanto agli italiani. Carabinieri e nazione, due secoli di fedeltà e servizio" i cui proventi vengono devoluti all'Opera Nazionale Assistenza Orfani Militari Arma Carabinieri.
Dal 1º ottobre 2017 al 30 settembre 2020, da Generale di Divisione, ricopre la carica di Direttore della Direzione Investigativa Antimafia (DIA), dove ottiene importanti risultati nella lotta alla criminalità organizzata.
Nel novembre del 2021, pubblica per Solferino, il libro "Sapevamo già tutto. Perché la mafia resiste e dovevamo combatterla prima", frutto della sua esperienza professionale contro la criminalità organizzata.
Il 1º Gennaio 2022 viene promosso Generale di Corpo d'Armata.
Dal 16 luglio 2022 è il nuovo Comandante delle Scuole dei Carabinieri, da cui dipendono tutti gli Istituti di formazione e specializzazione dell’Arma., incarico retto fino al gennaio 2024, al compimento di 65 anni di età, lasciando il servizio attivo. 

## Pubblicazioni
- Accanto agli italiani. Carabinieri e nazione, due secoli di fedeltà e servizio, Mondadori, 2014
- La lotta alla Mafia dal Questore Sangiorgi (1898) al Colonnello dalla Chiesa (1971), curatela, 2020, S.I.P.
- Sapevamo già tutto. Perché la mafia resiste e dovevamo combatterla prima, Solferino, 2021
- Gli sbirri di Sciascia. Investigatori e letteratura, tra arbitrio e giustizia, Zolfo, 2024